# Parafia św. Jana Teologa w Augustowie
Parafia św. Jana Teologa – parafia prawosławna w Augustowie koło Bielska Podlaskiego, należąca do dekanatu Bielsk Podlaski położonym w diecezji warszawsko-bielskiej.
Na terenie parafii funkcjonują 2 cerkwie i 1 kaplica:
- cerkiew św. Jana Teologa w Augustowie – parafialna
- cerkiew św. Onufrego w Strykach – cmentarna
- kaplica św. Pantelejmona w uroczysku Borowiska – cmentarna

W obrębie parafii znajduje się też kapliczka w Strykach.

## Historia
Parafia została erygowana 16 listopada 1982. Wcześniej wierni należeli do różnych parafii Bielska Podlaskiego.
W 2014 ukończono generalny remont świątyni parafialnej; poświęcenia cerkwi dokonał metropolita Sawa 5 czerwca 2014.
Do parafii należą miejscowości: Augustowo, Stryki, Brześcianka, Woronie, Malinowo, Bańki, Niewino Stare, Łubin Rudołty i Łubin Kościelny i Bielsk Podlaski (część).

## Wykaz proboszczów
- 1982–2010 – ks. Eugeniusz Chodakowski
- od 2010 – ks. Mirosław Ostapkowicz

## Galeria

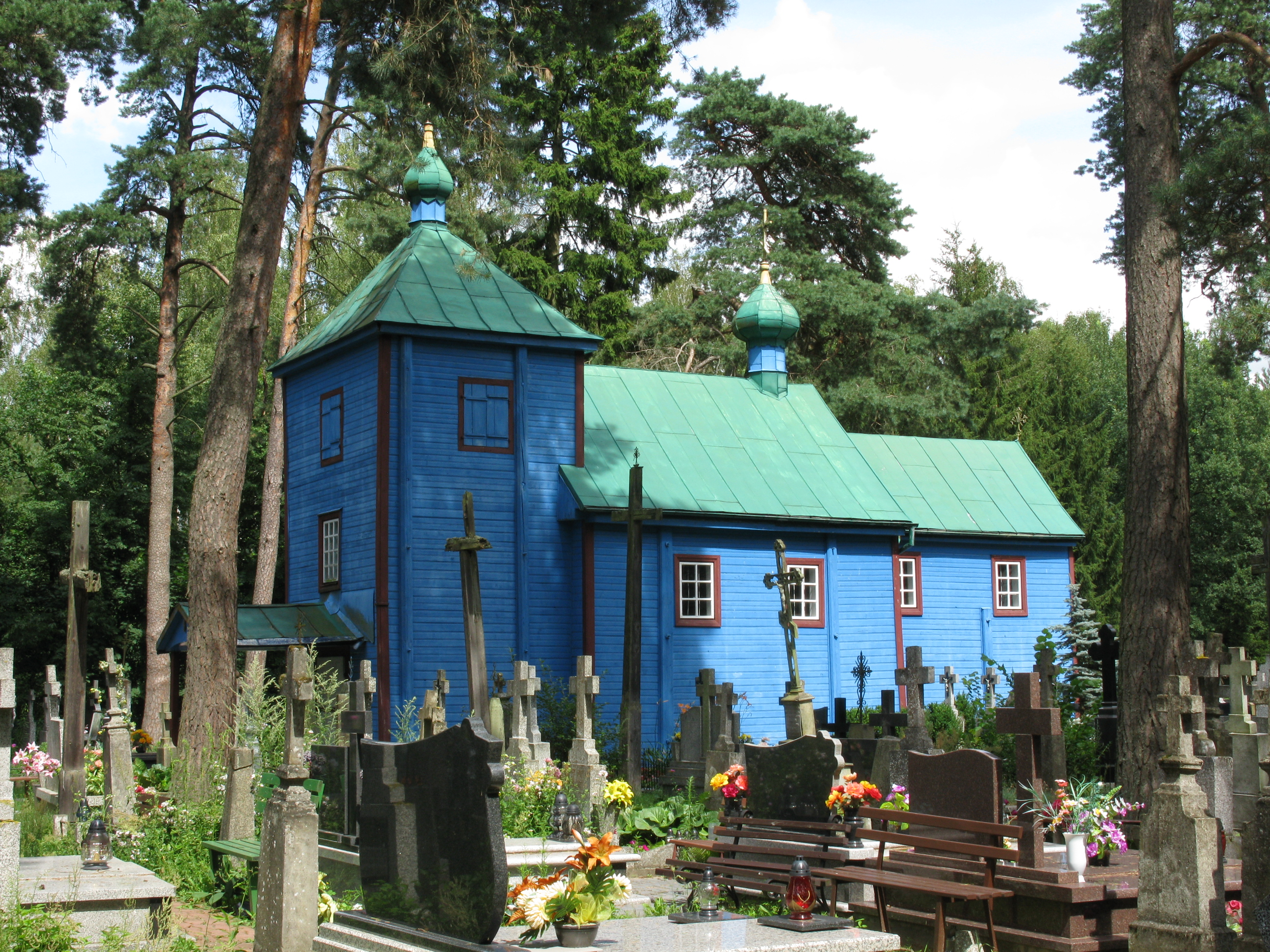
Cerkiew cmentarna św. Onufrego w Strykach
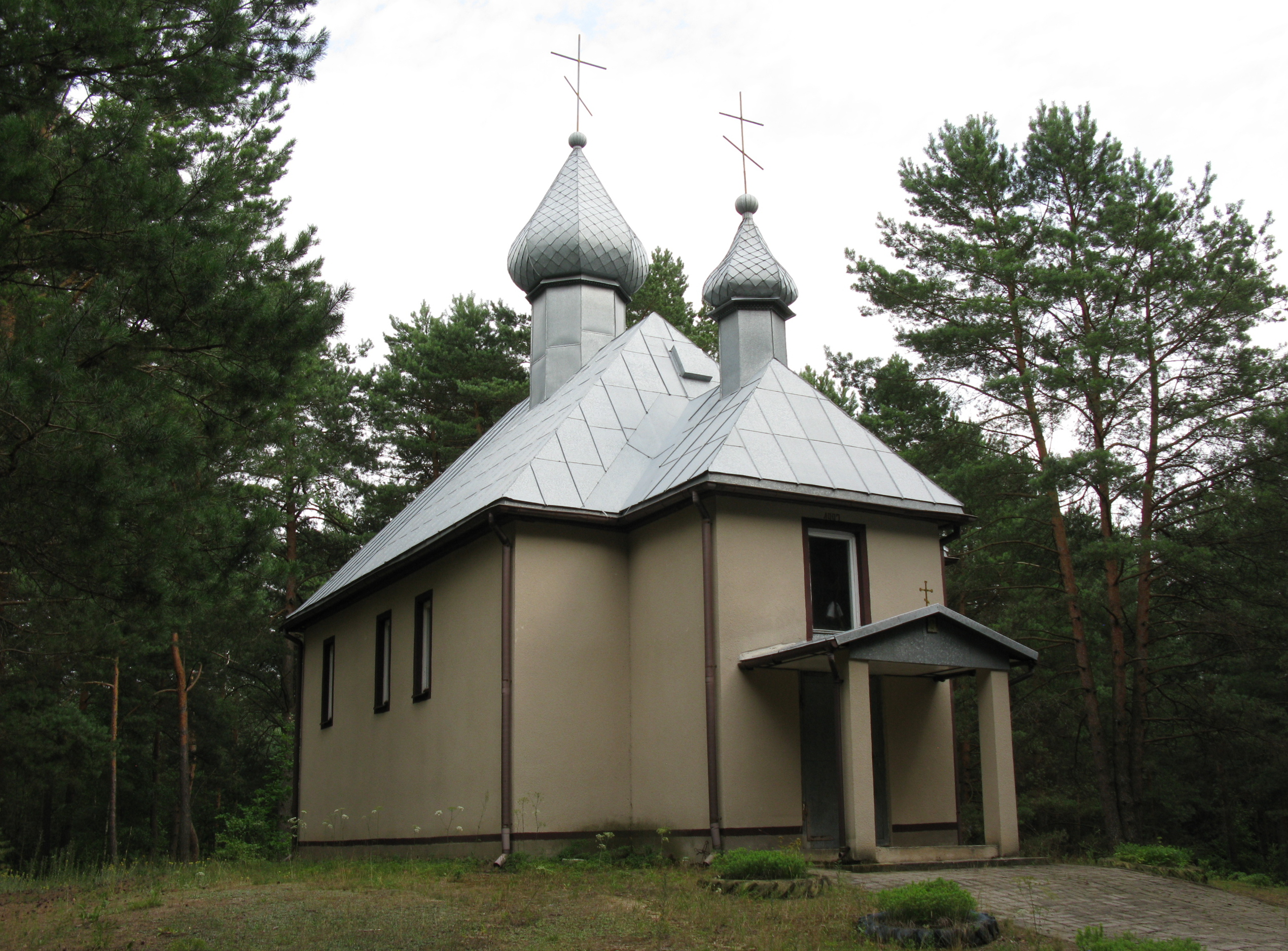
Kaplica św. Pantelejmona w uroczysku Borowiska
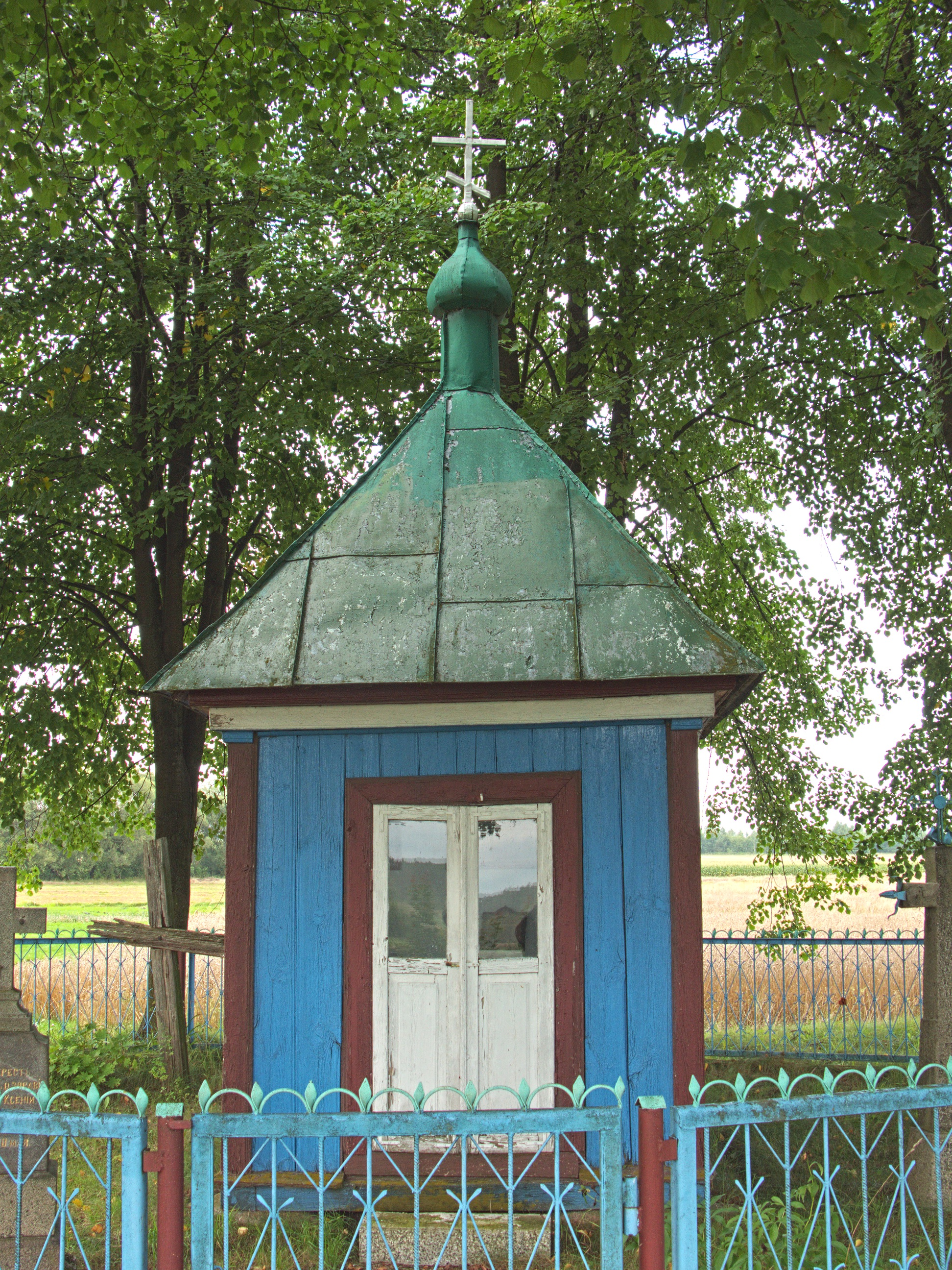
Kapliczka w Strykach